# Hartvig Caspar Christie (fysiker)
Hartvig Caspar Christie (født 1. december 1826 i Trondheim, død 3. marts 1873 i Kristiania) var en norsk mineralog og fysiker.

## Liv og gerning
Han begyndte sine studier ved Trondheim katedralskole i 1844. Efter mineralogisk embedseksamen i 1848 sammen med blandt andre den senere kollega Carl Anton Bjerknes, arbejdede han nattevagt ved Kongsberg Sølvværk som stiger (skiftleder) fra 1849 til 1851. I 1851 flyttede han til Kristiania for at tiltræde som amanuensis ved det metallurgiske laboratorium ved Det Kongelige Frederiks Universitet. I 1855 var han den første, som tog lærereksamen i realfag og begyndte sin lærergerning i matematik og fysik ved Hartvig Nissens skole. På denne tid var han leder af Polyteknisk forening og redaktør af Polyteknisk Tidsskrift (i dag Teknisk Ukeblad).
I 1858 studerede han fysik i Europa hos Wilhelm Eduard Weber (1804–1891) i Göttingen og hos Henri Victor Regnault (1810–1878) ved Collège de France i Paris. Samarbejdet med Weber afstedkom et studie af diamagnetismen i vismut, som han offentliggjorde i Annalen der Physik und Chemie. I 1859 tiltrådte han som lektor i fysik ved Det Kongelige Frederiks Universitet efter afdøde professor Lorentz Langberg (1810–1857) ved det, som i 1861 blev Det matematisk-naturvitenskapelige fakultet. Fra 1866 var han også professor. Han underviste også ved Den Militære Høiskole i Oslo og hjalp til med at etablere Kristiania Tekniske Skole som åbnede i 1873 - det år, Hartvig døde i forbindelse med brok. Han fik udgivet lærebøger i fysik både for universitet og for gymnasiet.
Han medvirkede ved grundlæggelsen af "Den norske Håndværks- og Industriforening", hvis formand han en tid var. Desuden var han administrator i enkekassen, medlem af direktionen for Hoved- og Kongsvingerbanen, formand i Nationalgaleriets bestyrelse og Statens håndverks- og kunstindustriskole. 1869-1873 var han medlem af Kristiania bystyre og 3. suppleant til Stortinget.

## Familie
Han var søn af Martha Sophie Sylow (1799–1859) og kommandørkaptajn Hartvig Caspar Christie (1788–1869), en broder til juristen Wilhelm Frimann Koren Christie fra Bergen. Hartvig giftede sig i 1859 med Margrethe Sofie Bonnevie (1831–1913) som var datter af Honoratus Bonnevie (1797–1848) og søster til skoledirektør Jacob Aall Bonnevie. De fik otte børn. En af sønnerne var filologen Hartvig Caspar Christie (1859–1927). Blandt børnebørnene var præstepolitikeren Hartvig Caspar Christie (1893–1959).

## Forfatterskab
- "Nogle diagmagnetiske Forsög" (i Nyt magazin for naturvidenskaperne 1859)
- Lærebog i fysik (2 bind, 1864-65)
- Lærebog i fysik for middelskolen (1871, 4. oplag 1882; oversat til finsk og svensk, i 2. oplag, 1878, bearbejdet af K.M. Lindeberg)